# Alpha Meles
Alpha Meles ist die Bezeichnung der ersten von Äthiopien entwickelten Rakete. Sie hat eine Gipfelhöhe von 30 Kilometern und wurde im November 2015 erstmals von Hashenage im Norden Äthiopiens gestartet.